# Ochlandra beddomei
Ochlandra beddomei är en gräsart som beskrevs av James Sykes Gamble. Ochlandra beddomei ingår i släktet Ochlandra och familjen gräs. Inga underarter finns listade i Catalogue of Life.